# متكأ

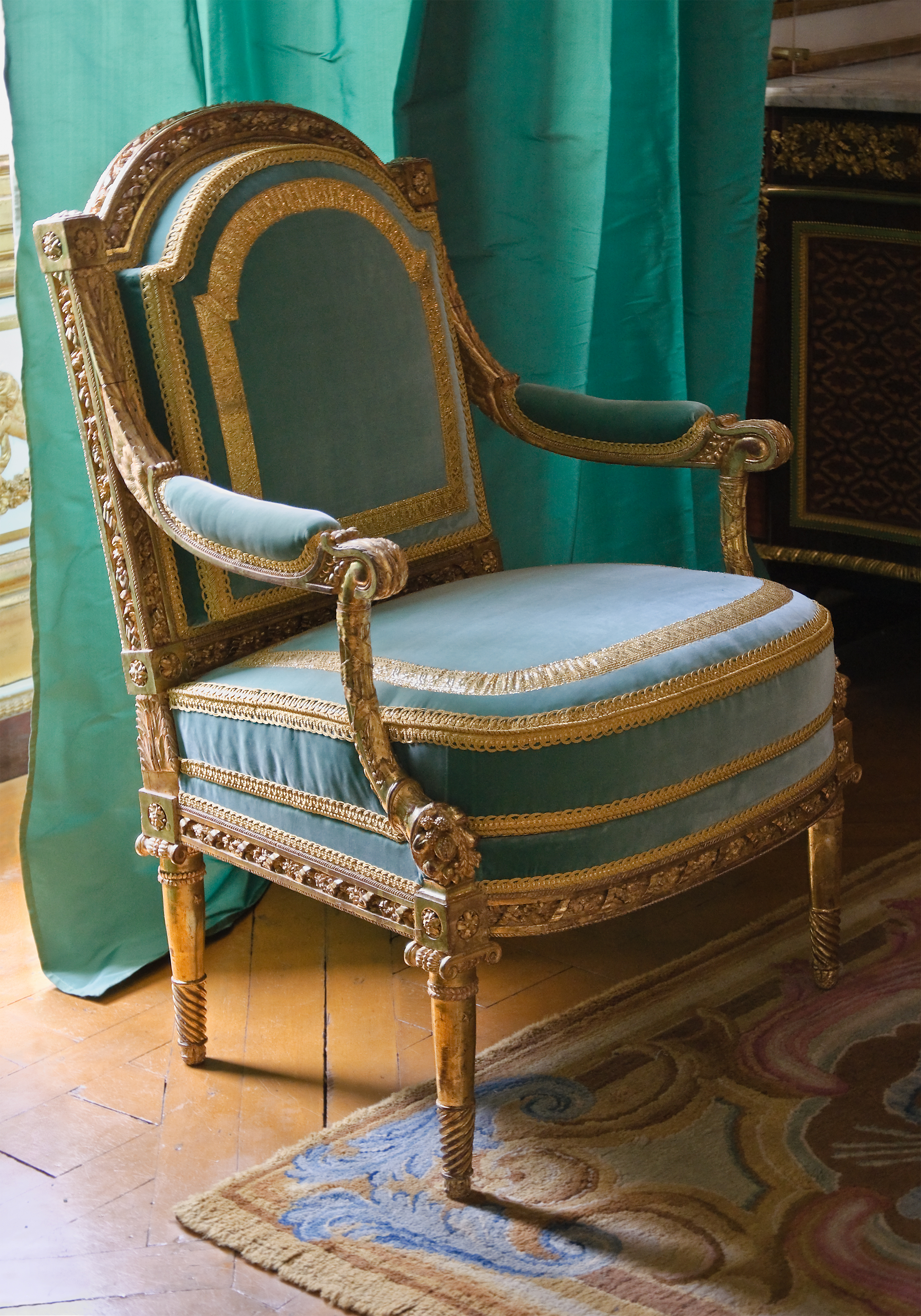
متكأ يعود لحقبة الملك لويس السادس عشر.

المُتَّكَأ (الجمع: مُتّكآت) وهو كل ما يتكأ عليه، وهو كرسي منجد كبير له ظهر ومسندان لليدين. وقد يكون وسادة محشوة كبيرة يستند عليها الجالس على بساط، في المجالس العربية.